# Ланёва Гора
Ланёва Гора — деревня в Краснопрудской волости Псковского района Псковской области России.
Расположена в 4 км к северо-востоку от волостного центра Кирово и в 32 км к югу от города Пскова.

## Население
| 2001 | 2002 | 2010 |
| ---- | ---- | ---- |
| 23   | ↘17  | ↘3   |

Численность населения деревни по состоянию на начало 2001 года составляла 23 жителя.

## История
22 октября 1943 года партизаны из отряда под командованием Ивана Воробьёва устроили на краю деревни засаду на автоколонну 37-го полицейского батальона эстонских эсэсовцев. Была взорвана машина, погибло около 11 фашистов. Через пару часов из деревни Зайцево, где стояли фашисты, в Ланёву Гору пришли каратели 1-го и 3-го взводов 37-го полицейского батальона. Они расстреляли и сожгли на месте, в своих домах, 65 человек, из которых больше половины были дети. Согласно архивной справке в список погибших входили «3 ребенка грудного возраста, 29 детей в возрасте до 14 лет», не считая женщин.
В 1973 году прошёл показательный процесс в ДК Строителей Пскова, когда областной суд вынес приговор карателям из 37-го полицейского батальона. Суд завершил свою работу 13 июня 1973 года. Обвиняемые: Энн Оодла, Эрнст Пяхн, Иоханнес Алуоя и Август Кукк были приговорены к смертной казни; Кангур Бернхард … осужден на 15 лет лишения свободы, а Вальтер Кукк получил наказание сроком на 10 лет без ссылки и конфискации имущества. Приговор был приведен в исполнение 11 января 1974 года, кроме Оодла, который скончался в тюремной больнице от рака в декабре 1973 года. В начале 1990-х годов те, кто служил в эстонских карательных отрядах, обращались в правоохранительные органы с просьбой об их реабилитации, однако специальным решением прокуратуры Псковской области им было отказано.
До 31 декабря 2010 года деревня входила в состав ныне упразднённой Москвинской волости.